# 静止ホイール
静止ホイール（せいしホイール）とは、自動車のホイールに取り付ける部品で、自動車が走行しても、ホイール・タイヤと一緒に回転せず、常に上下位置を一定にして静止した状態を保持する特許技術である。

## 概説
広告媒体として利用されている。走行中でも常に静止状態にあるためホイールに描かれた広告を読み取ることが可能で、あわせて人に奇妙な印象を与えることによる視覚効果をもたらす。
ホイールと静止ホイールの間にはベアリングがありタイヤの回転は直接に伝わらない。またノーズを付けることにより空気の流れを前方から後方に逃し、一定の位置を保とうとする原理を利用している。主にタクシーに装着するが大型車両用もあった。
兵庫県のパスカル研究所が開発・特許申請をし「E-CAPS」の名称で2000年から販売していた。採用例としては沖縄県のタクシーに装着され沖縄セルラーの広告、神戸・大阪地区のタクシーに装着されペットフードの商品広告がなされていた。
現在も静止ホイール「PASCAP」として、一部自治体公用車や選挙時啓発、バス・タクシー広告などで利用されている。